# Battleground (2016)
Battleground (2016) — щорічне pay-per-view шоу «Battleground», що проводиться федерацією реслінгу WWE. Шоу відбулося 24 липня 2016 року у Верайзон-центр у місті Вашингтоні, США. Це було четверте шоу в історії «Battleground» і першим платним шоу після поділу брендів WWE 19 липня.